# Diltiazem
Diltiazem, được bán dưới tên thương mại Cardizem và các thương hiệu khác, là một thuốc chẹn kênh calci được sử dụng để điều trị huyết áp cao, đau thắt ngực và một số chứng rối loạn nhịp tim. Nó cũng có thể được sử dụng trong cường giáp nếu không thể sử dụng thuốc chẹn beta.  Nó được uống qua miệng hoặc tiêm vào tĩnh mạch.  Khi được đưa vào cơ thể bằng việc tiêm thì hiệu ứng thường bắt đầu trong vòng vài phút và kéo dài một vài giờ.
Các tác dụng phụ thường gặp bao gồm sưng, chóng mặt, đau đầu và huyết áp thấp. Các tác dụng phụ nghiêm trọng khác bao gồm nhịp tim quá chậm, suy tim, các vấn đề về gan và phản ứng dị ứng.  Việc sử dụng thuốc này không được khuyến cáo trong khi mang thai.  Không rõ liệu sử dụng thuốc này khi cho con bú có là an toàn hay không.
Diltiazem hoạt động bằng cách thư giãn các cơ trơn trong thành động mạch, dẫn đến chúng mở ra và cho phép máu chảy dễ dàng hơn. Ngoài ra, nó có tác dụng vào tim để kéo dài thời gian cho đến khi nó có thể đập lại. Nó thực hiện điều này bằng cách ngăn chặn sự xâm nhập của calci vào các tế bào của tim và mạch máu. Đây là một loại thuốc chống loạn nhịp nhóm IV.
Diltiazem đã được chấp thuận cho sử dụng y tế tại Hoa Kỳ vào năm 1982. Nó có sẵn như là một loại thuốc gốc.  Tại Hoa Kỳ, chi phí bán buôn mỗi ngày của việc sử dụng thuốc này qua đường miệng có giá thành chưa đến 0,70 USD vào năm 2018. Năm 2016, đây là loại thuốc được kê đơn nhiều thứ 63 tại Hoa Kỳ với hơn 12 triệu đơn thuốc. Một công thức thuốc này được phát hành mở rộng cũng có sẵn trên thị trường.